# Petritj (kommun)
Obsjtina Petritj (bulgariska: Община Петрич) är en kommun i Bulgarien.   Den ligger i regionen Blagoevgrad, i den sydvästra delen av landet, 140 km söder om huvudstaden Sofia.
Obsjtina Petritj delas in i:
- Belasitsa
- Gabrene
- Gega
- Dolna Ribnitsa
- Drangovo
- Kavrakirovo
- Kamena
- Kljutj
- Kolarovo
- Kulata
- Kărnalovo
- Marikostinovo
- Marino pole
- Mitino
- Michnevo
- Rupite
- General Todorov
- Părvomaj
- Răzjdak
- Samuilovo
- Skrăt
- Startjevo
- Strumesjnitsa
- Topolnitsa
- Tjutjuligovo
- Javornitsa

Följande samhällen finns i Obsjtina Petritj:
- Petritj
- Novo Konomladi

I omgivningarna runt Obsjtina Petritj växer i huvudsak lövfällande lövskog. Runt Obsjtina Petritj är det ganska glesbefolkat, med 21 invånare per kvadratkilometer.